# Maximilian Kleber
Pour les articles homonymes, voir Kleber.
Maximilian Kleber, né le 29 janvier 1992 à Wurtzbourg en Allemagne, est un joueur allemand de basket-ball évoluant aux postes d'ailier fort et de pivot.

## Carrière
Kleber passe sa jeunesse dans les équipes du TG Veitshöchheim, SC Heuchelhof et TG Würzburg.

### s.Oliver Baskets (2009-2014)
Il fait ses débuts professionnels dans le championnat allemand durant la saison 2011-2012 au s.Oliver Baskets, une équipe basée dans sa ville de naissance Wurtzbourg. Durant sa première année, il a un petit rôle dans l'équipe avec une moyenne de 7 minutes par match. Durant sa deuxième saison, il devient un joueur important dans l'équipe ave des moyennes de 9,9 points et 6,7 rebonds par match. En 2012, il s'inscrit à la draft 2012 de la NBA avant de retirer son nom.
Il est automatiquement éligible à la draft 2014 de la NBA mais il n'est pas sélectionné.

### Obradoiro CAB (2014-2015)
Durant l'inter-saison 2014, il signe un contrat de deux ans avec l'équipe espagnole de l'Obradoiro CAB. Durant la saison 2014-2015 en ACB, il est nommé MVP de la 25e journée en marquant 36 points contre Fuenlabrada. Il dispute 33 matches sur la saison avec des moyennes de 11,5 points et 6,5 rebonds par match.

### Bayern Munich (2015-2017)
Le 1er juillet 2015, Kleber revient en Allemagne et signe un contrat de deux ans avec le Bayern Munich. Durant la saison 2015-2016, il joue 24 matches du championnat allemand dont 17 titularisations, avec des moyennes de 8,0 points et 4,9 rebonds par match.
En 2016-2017, il participe à 37 rencontres dont 37 titularisations avec des moyennes de 9,0 points, 5,3 rebonds et 1,8 passe décisive par match.

### Mavericks de Dallas (2017-2025)
Le 13 juillet 2017, il signe avec les Mavericks de Dallas. Le 21 octobre 2017, il fait ses débuts en NBA contre les Rockets de Houston.
Le 1er juillet 2019, il se réengage pour quatre saisons avec la franchise texane.

### Lakers de Los Angeles (depuis 2025)
Début février 2025, Luka Dončić, la star des Mavericks, est envoyé aux Lakers de Los Angeles en compagnie de Kleber et Markieff Morris dans un échange contre Anthony Davis, Max Christie et un tour de draft, pendant que Jalen Hood-Schifino prend la direction du Jazz de l'Utah.

## Palmarès
- All-Eurocup Second Team de l'EuroCoupe de basket-ball 2016-2017

## Statistiques NBA

### Saison régulière
| Leader de la ligue |

| Saison    | Équipe   | Matchs | Titul. | Min./m | % Tir | % 3pts | % LF | Rbds/m. | Pass/m. | Int/m. | Ctr/m. | Pts/m. |
| --------- | -------- | ------ | ------ | ------ | ----- | ------ | ---- | ------- | ------- | ------ | ------ | ------ |
| 2017-2018 | Dallas   | 72     | 35     | 16,8   | 48,9  | 31,2   | 74,6 | 3,25    | 0,71    | 0,36   | 0,65   | 5,36   |
| 2018-2019 | Dallas   | 71     | 18     | 21,2   | 45,3  | 35,3   | 78,4 | 4,63    | 0,99    | 0,51   | 1,10   | 6,83   |
| 2019-2020 | Dallas   | 74     | 21     | 25,5   | 46,1  | 37,3   | 84,9 | 5,24    | 1,19    | 0,34   | 1,12   | 9,08   |
| 2020-2021 | Dallas   | 50     | 40     | 26,8   | 42,2  | 41,0   | 91,9 | 5,20    | 1,40    | 0,50   | 0,70   | 7,10   |
| 2021-2022 | Dallas   | 59     | 21     | 24,6   | 39,8  | 32,5   | 72,8 | 5,90    | 1,20    | 0,50   | 1,00   | 7,00   |
| Carrière  | Carrière | 326    | 136    | 22,7   | 44,6  | 35,9   | 79,6 | 4,80    | 1,10    | 0,40   | 0,90   | 7,10   |

### Playoffs
| Saison   | Équipe   | Matchs | Titul. | Min./m | % Tir | % 3pts | % LF | Rbds/m. | Pass/m. | Int/m. | Ctr/m. | Pts/m. |
| -------- | -------- | ------ | ------ | ------ | ----- | ------ | ---- | ------- | ------- | ------ | ------ | ------ |
| 2020     | Dallas   | 6      | 6      | 33,9   | 33,3  | 19,2   | 75,0 | 6,50    | 1,50    | 0,33   | 1,17   | 6,67   |
| 2021     | Dallas   | 7      | 4      | 26,7   | 40,0  | 40,0   | 71,4 | 3,60    | 1,40    | 0,40   | 0,00   | 5,30   |
| 2022     | Dallas   | 18     | 0      | 25,4   | 50,9  | 43,6   | 71,4 | 4,60    | 1,10    | 0,20   | 0,80   | 8,70   |
| Carrière | Carrière | 31     | 10     | 27,3   | 45,1  | 37,9   | 72,5 | 4,70    | 1,30    | 0,30   | 0,70   | 7,50   |

## Records sur une rencontre en NBA
Les records personnels de Maximilian Kleber en NBA sont les suivants, :
| Type de statistique        | Saison régulière | Saison régulière          | Saison régulière | Playoffs | Playoffs                  | Playoffs      |
| Type de statistique        | Record           | Adversaire                | Date             | Record   | Adversaire                | Date          |
| -------------------------- | ---------------- | ------------------------- | ---------------- | -------- | ------------------------- | ------------- |
| Points                     | 26               | @ Magic d'Orlando         | 21 février 2020  | 25       | Jazz de l'Utah            | 18 avril 2022 |
| Paniers marqués            | 10               | @ Magic d'Orlando         | 21 février 2020  | 8        | Jazz de l'Utah            | 18 avril 2022 |
| Paniers tentés             | 14               | Hornets de Charlotte      | 4 janvier 2020   | 11       | Jazz de l'Utah            | 18 avril 2022 |
| Paniers à 3 points réussis | 6                | 2 fois                    | 2 fois           | 8        | Jazz de l'Utah            | 18 avril 2022 |
| Paniers à 3 points tentés  | 12               | Hornets de Charlotte      | 4 janvier 2020   | 11       | Jazz de l'Utah            | 18 avril 2022 |
| Lancers francs réussis     | 6                | @ Heat de Miami           | 15 février 2022  | 4        | Jazz de l'Utah            | 16 avril 2022 |
| Lancers francs tentés      | 8                | @ Heat de Miami           | 15 février 2022  | 5        | @ Suns de Phoenix         | 2 mai 2022    |
| Rebonds offensifs          | 6                | @ Thunder d'Oklahoma City | 31 décembre 2019 | 3        | 2 fois                    | 2 fois        |
| Rebonds défensifs          | 12               | 3 fois                    | 3 fois           | 8        | Clippers de Los Angeles   | 23 août 2020  |
| Rebonds totaux             | 14               | 3 fois                    | 3 fois           | 10       | @ Clippers de Los Angeles | 19 août 2020  |
| Passes décisives           | 6                | @ Clippers de Los Angeles | 23 novembre 2021 | 4        | 2 fois                    | 2 fois        |
| Interceptions              | 4                | Spurs de San Antonio      | 16 janvier 2019  | 2        | @ Suns de Phoenix         | 4 mai 2022    |
| Contres                    | 6                | 2 fois                    | 2 fois           | 3        | 3 fois                    | 3 fois        |
| Balles perdues             | 4                | @ Kings de Sacramento     | 4 août 2020      | 3        | 2 fois                    | 2 fois        |
| Minutes jouées             | 42               | Thunder d'Oklahoma City   | 2 février 2022   | 37       | Clippers de Los Angeles   | 23 août 2020  |

- Double-double : 9
- Triple-double : 0

Dernière mise à jour : 10 février 2024